# Snoekjesgracht
De Snoekjesgracht is een kleine gracht in de Lastagebuurt in de binnenstad van Amsterdam. De gracht loopt achter de Sint Antoniesbreestraat, vanaf de Sint Antoniessluishoogwaterkering (aan het zuidelijke einde van de Oudeschans) in min of meer noordelijke richting naar een bocht, waar de gracht naar het oosten draait en overgaat in de Kromboomssloot. Bij deze bocht is ook een pleintje met bankjes en een pilaarvormig kunstwerk van Wim Tap uit 1989.
De Snoekjesgracht, oorspronkelijk Snoeksgracht geheten, is vernoemd naar een 16e-eeuwse bewoner, Jan Pieters Snoeck, die in 1595 een huis aan deze gracht liet bouwen en op zijn gevel een snoek liet afbeelden.
De Snoekjesgracht ligt in de oude Jodenbuurt van Amsterdam. Tijdens de Duitse bezetting in de Tweede Wereldoorlog werden veel Joodse bewoners weggevoerd naar concentratiekampen en kwamen daar om.
Na de oorlog werd een groot deel van de bebouwing aan de oostzijde afgebroken en in de jaren tachtig vervangen door nieuwbouw.
Vroeger liep de Snoekjesgracht verder naar het noorden, tussen Sint Antoniesbreestraat en Dijkstraat, maar dit gedeelte (de Rotterdammersloot geheten) werd in 1867 gedempt. In 2003 liet stadsdeel Centrum onderzoeken of de gedempte Rotterdammersloot geschikt was om weer opengegraven te worden, maar zag hier van af wegens de bestaande bebouwing en ruimtegebrek.
De Snoekjessteeg, in het verlengde van de doorgaande route in oostelijke richting vanaf de Dam, loopt vanaf de Sint Antoniesbreestraat (waar een uitgang van metrostation Nieuwmarkt is) naar de Snoekjesgracht. De Snoekjesbrug (brug nr. 289) ligt over de Snoekjesgracht bij de Snoekjessteeg.

## Afbeeldingen

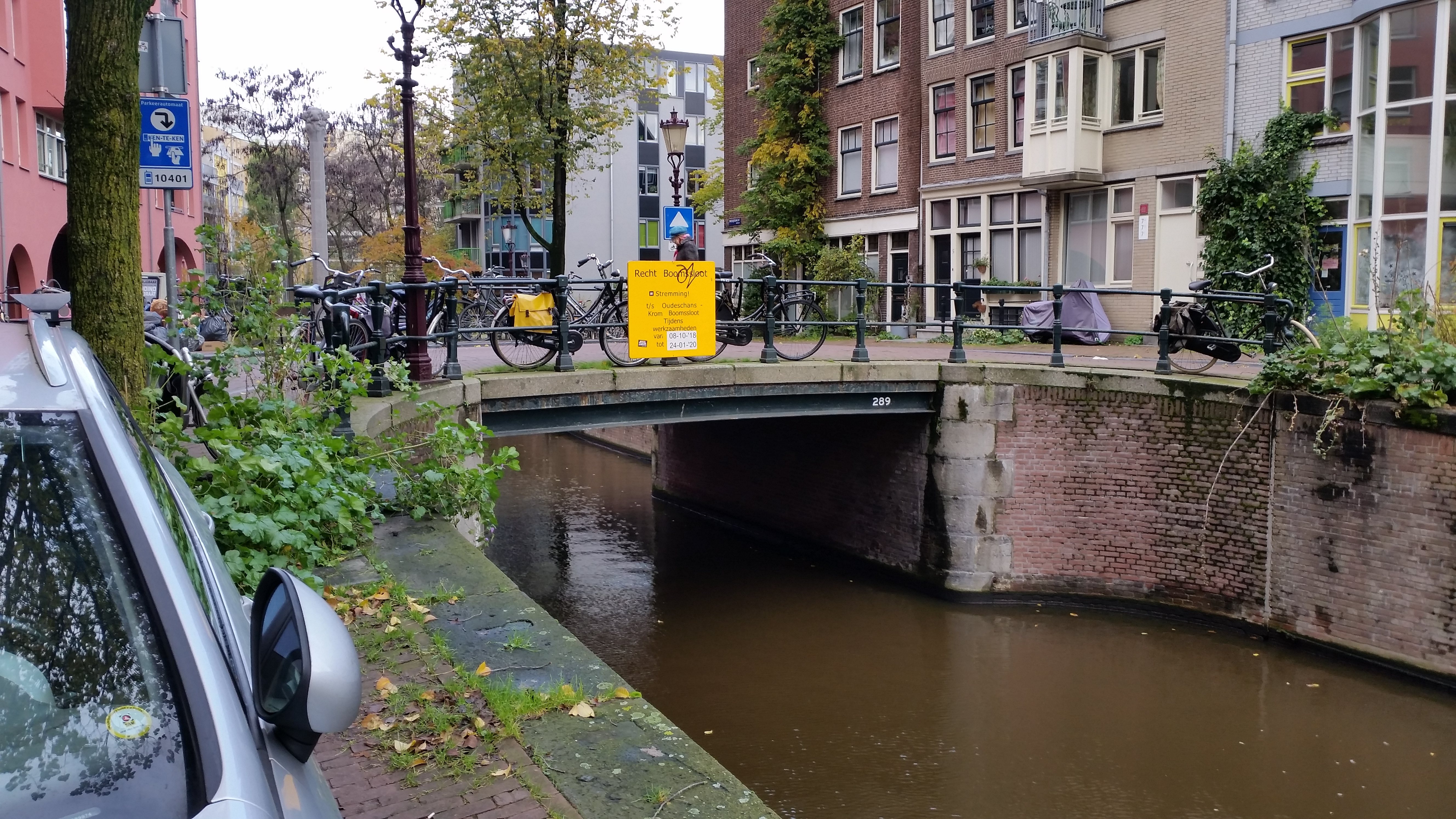
Snoekjesbrug (Brug 289)
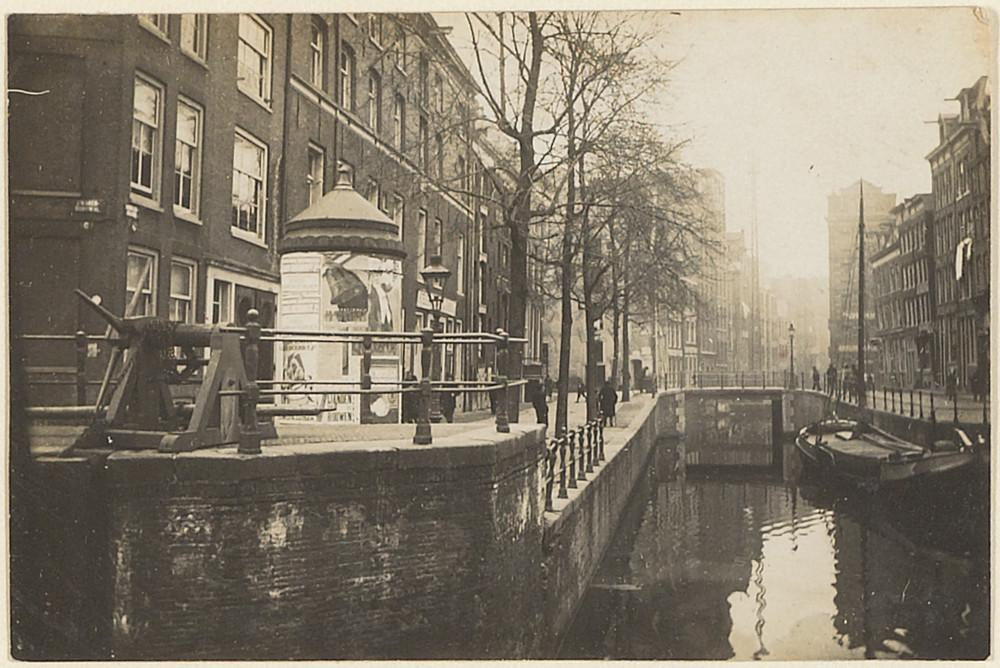
Snoekjesgracht, ca. 1930
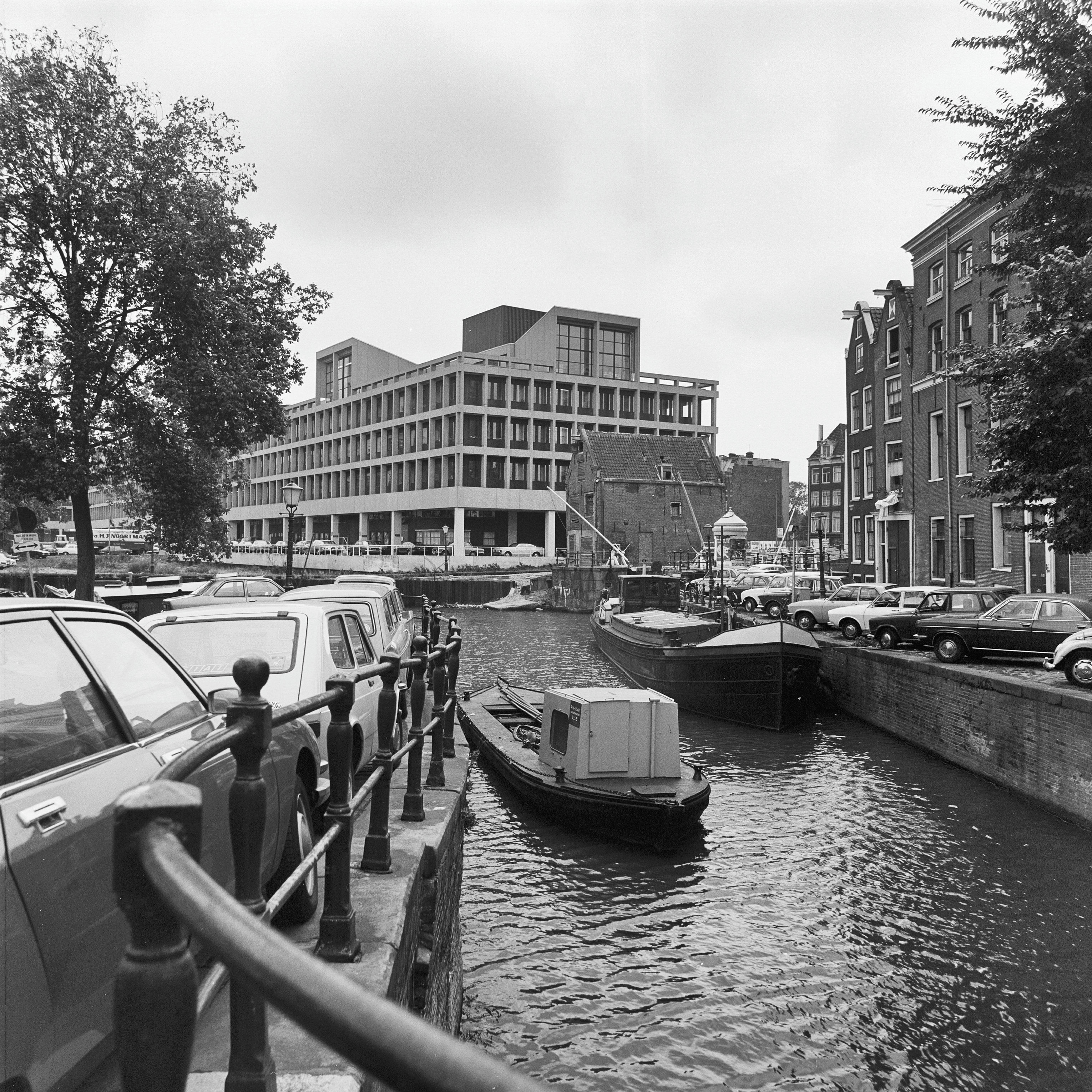
De Snoekjesgracht in 1976, gezien vanaf de Snoekjesbrug (Brug 289) naar de Sint Antoniesluis, met op de achtergrond het Maupoleum (bouwjaar 1971, gesloopt 1994).